# アーネスト (ヨーク・オールバニ公)
ヨーク＝オールバニ公アーネスト・オーガスタス（英語: Ernest Augustus, Duke of York and Albany、1674年9月7日 – 1728年8月14日）は、初代ハノーファー選帝侯エルンスト・アウグストの六男。母親はプファルツ選帝侯女ゾフィー。ドイツ語名はエルンスト・アウグスト（Ernst August）。兄にグレートブリテン王ジョージ1世。姉にブランデンブルク選帝侯および初代プロイセン王フリードリヒ1世王妃ゾフィー・シャルロッテらがいる。

## 初期の経歴
アーネスト・オーガスタスは1674年9月17日、エルンスト・アウグスト（後のブラウンシュヴァイク＝リューネブルク選帝侯）とゾフィー・フォン・デア・プファルツの第7子（六男）、後のグレートブリテン国王ジョージ1世の弟として生まれた。
父がオスナブリュック司教だったため、アーネスト・オーガスタスは出生からの5年間をオスナブリュックで過ごし、1679年に父がブラウンシュヴァイク＝リューネブルク公になると一家はハノーファーに移住した。
ドイツ諸侯の子供は外国宮廷に出て外交関係を築く方法を学ぶべきとする当時の習慣にならい、20歳となる年の夏にアムステルダムを経由してヴェルサイユにあるフランス宮廷を訪れた。アーネスト・オーガストはそこで20歳の誕生日を迎え、兄ジョージとともにフランス王家に歓迎された。

## 軍歴

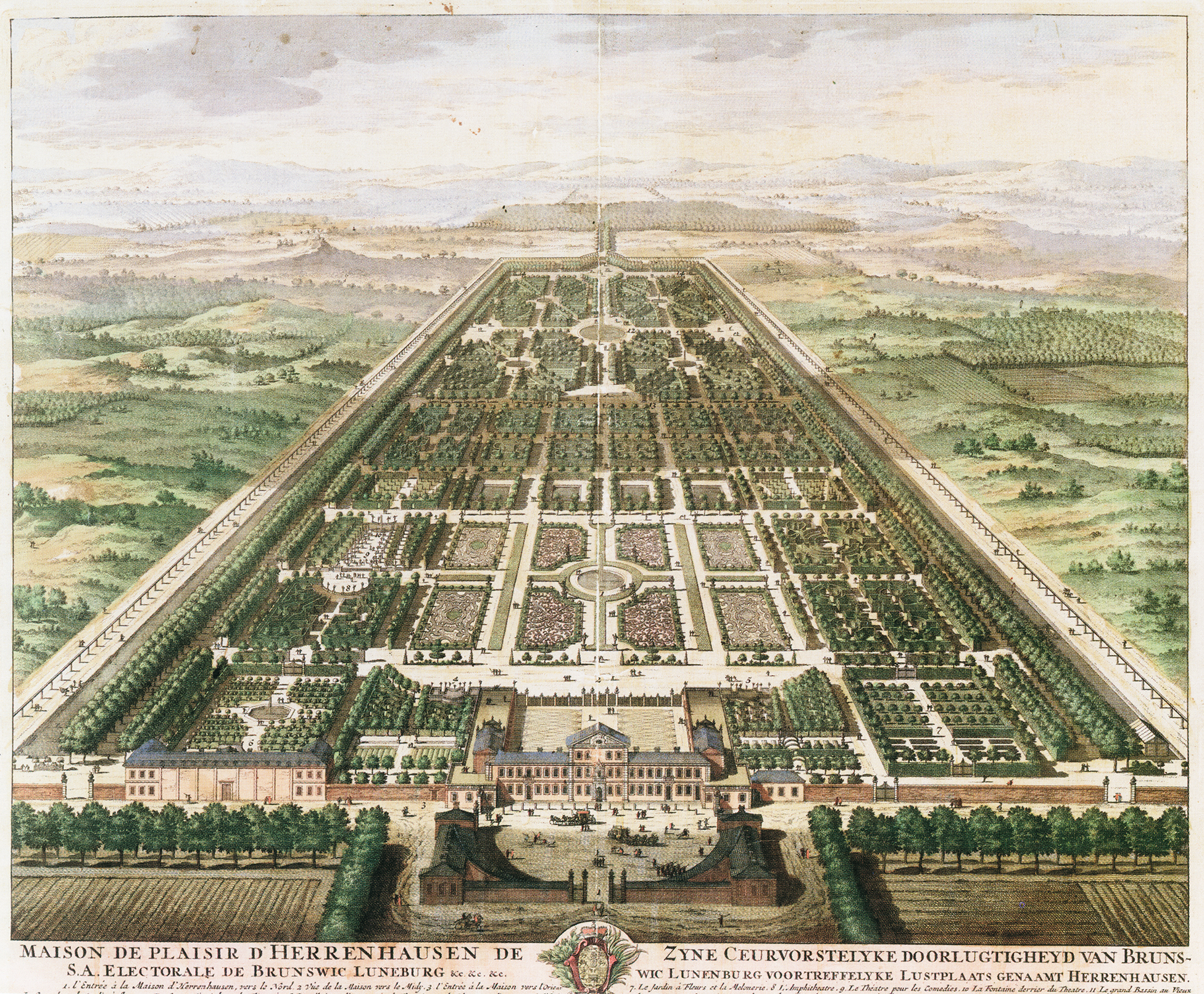
1708年頃のヘレンハウゼン王宮庭園

フランス宮廷への訪問の後、やはりドイツ諸侯の習慣にならって従軍した。ブラウンシュヴァイク＝リューネブルク家が神聖ローマ皇帝レオポルト1世に味方していたため、アーネスト・オーガスタスは大同盟戦争でフランス軍を相手に戦い、1693年のネールウィンデンの戦いに参戦した。続くスペイン継承戦争でも1708年のリール包囲戦に参戦した。
1698年に父が死去すると、長兄ジョージが長子相続制に従い、選帝侯領を含む全ての領地と称号を継承した。アーネスト・オーガスタスの父は選帝侯の座を得る条件の1つとして長子相続制を採用していたが、その結果アーネスト・オーガスタスら次男以降は何も継承できなかった。しかし、アーネスト・オーガスタスは4人の兄と違い長子相続制の採用に反対しなかったため、以降も長兄ジョージの信頼を得て良好な関係を維持した。兄の宮廷であるヘレンハウゼン宮殿でも中心的な人物の1人として来客を接待したり、宮廷の文化活動で主導的な役割を果たした。ゲオルク・フリードリヒ・ヘンデルが楽長の座に就任した（1710年）こともアーネスト・オーガスタスの活動が影響した可能性がある。

## ジョージ1世即位以降
1714年、長兄ジョージがグレートブリテン国王に即位してロンドンに向かったため、アーネスト・オーガスタスはブラウンシュヴァイク＝リューネブルクにおける一家の家長を務めることとなり、名目上ではないにせよ実質的には摂政としてふるまった。ジョージの孫のフレデリック・ルイスはドイツに残されたが、これは国民を安心させるとともに他国の野心を退けるという外交上の目的もあった。フレデリック・ルイスはまだ幼かったため、アーネスト・オーガスタスがその面倒を見ることとなった。
1715年、オスナブリュック司教兼トリーア選帝侯カール・ヨーゼフ・フォン・ロートリンゲンが死去した。ヴェストファーレン条約の規定に基づき、次期のオスナブリュック司教にはルター派の人物が就任することが決まっていた。それまでルター派が就任するときはヴェルフ家（ブラウンシュヴァイク＝リューネブルク家含む）の人物が就任してきたが、アーネスト・オーガスタスの兄マクシミリアン・ヴィルヘルムがカトリックに改宗したため、ジョージ1世はアーネスト・オーガスタスを指名した。オスナブリュック司教は名誉職ではなく実質的な職務もあるため、アーネスト・オーガスタスはオスナブリュック城とヘレンハウゼンの宮廷を行き来することとなった。
1716年、アーネスト・オーガスタスはイギリスを訪れた。彼は1716年6月29日にヨーク＝オールバニ公爵、アルスター伯爵に叙され、1718年4月30日（ユリウス暦）にはフレデリック・ルイスとともにガーター勲章を授与された。

## 晩年
イギリスを離れると、アーネスト・オーガスタスはそれまでのオスナブリュック城とヘレンハウゼンの宮廷を行き来する生活に戻り、1728年8月14日（グレゴリオ暦）にオスナブリュックで死去、同地で埋葬された。ジョージ1世も1年前の1727年にオスナブリュックで死去していた。ヨハン・フランツ・フォン・ヴェント（1678年 - 1740年）という貴族青年と恋人関係にあったことが2人の往復書簡から明らかになっており、このため同性愛者だったと考えられ、生涯未婚だった。死後、アーネスト・オーガスタスが保有していたイギリスとアイルランドの爵位は断絶した。

## 人物
同時代のイギリス大衆にはほとんど知られていない存在だったという。